# 坂越駅
坂越駅（さこしえき）は、兵庫県赤穂市浜市にある、西日本旅客鉄道（JR西日本）赤穂線の駅である。
赤穂線開業前日に廃止された赤穂鉄道にも同名駅が存在していた。
駅前後の区間では、第二次世界大戦以前の弾丸列車建設計画が進められていた。駅舎とホームとの間の空間は、その名残である。

## 歴史

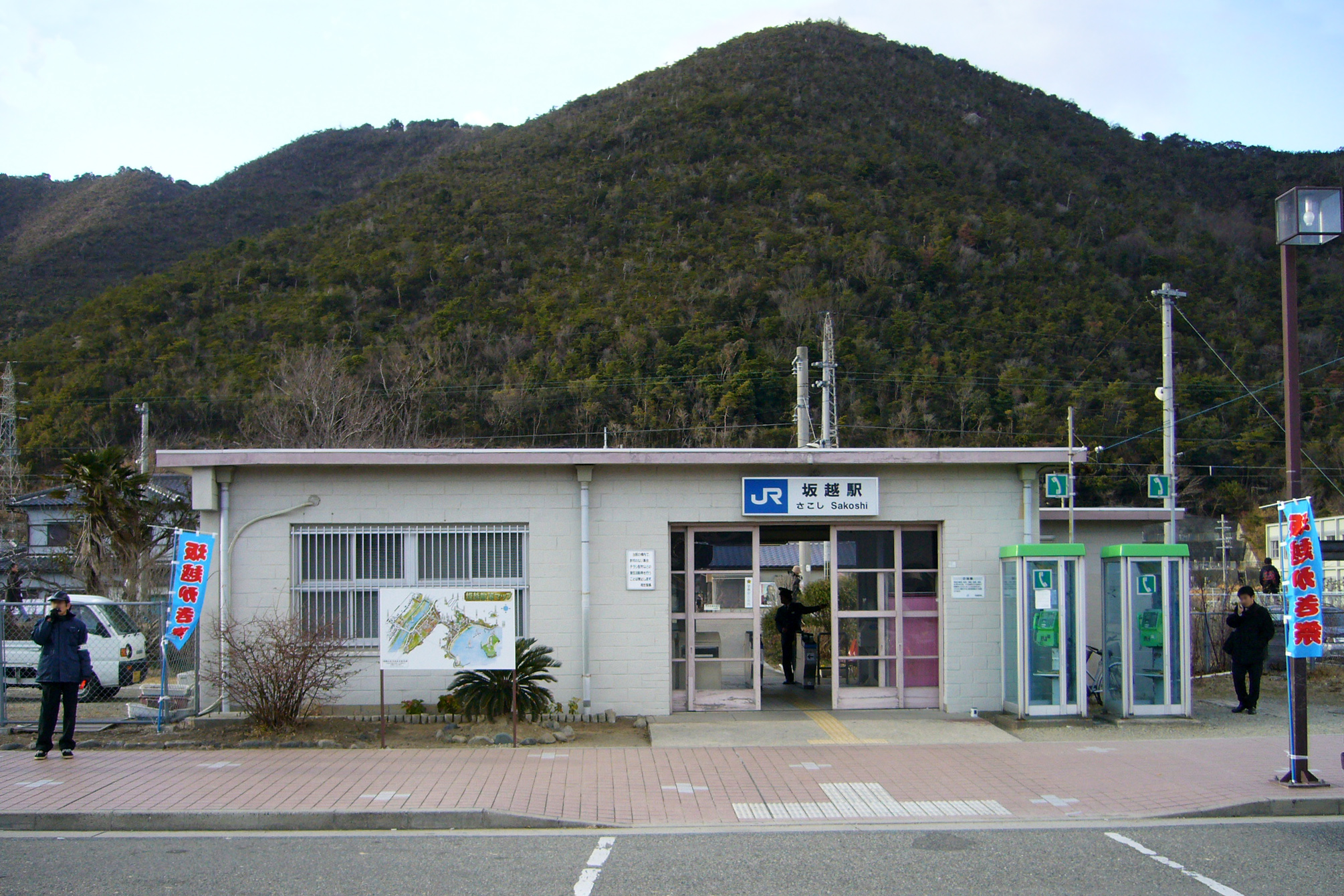
リニューアル前の駅舎（2006年1月）

- 1951年（昭和26年）12月12日：国鉄赤穂線相生駅 - 播州赤穂駅間開通時に開設[1][2]。
- 1962年（昭和37年）4月1日：貨物取扱廃止[2]。
- 1984年（昭和59年）2月1日：荷物扱い廃止[2]。
- 1987年（昭和62年）4月1日：国鉄分割民営化に伴い、JR西日本の駅となる[2]。
- 1997年（平成9年）3月8日：JR神戸線標準接近メロディ「さざなみ」導入[4]。
- 1998年（平成10年）12月2日：自動改札機設置、使用開始[5]。
- 2003年（平成15年）11月1日：ICカード「ICOCA」が利用可能となる。簡易型自動改札機で対応。
- 2008年（平成20年）10月：駅舎の一部（待合室・トイレ・外壁等）がリニューアル。
- 2024年（令和6年）
  - 11月30日：出札窓口の営業を終了[6]。
  - 12月1日：終日無人化[6]。
- 2025年（令和7年）
  - 6月4日：駅名標を活用した広告として「北前船寄港地 アース製薬 坂越工場前」を掲出[7]

## 駅構造
播州赤穂方面に向かって左側に単式ホーム1面1線を有する地上駅。以前は側線があった。
なお、駅舎は開業時の半分程度に減築されている。

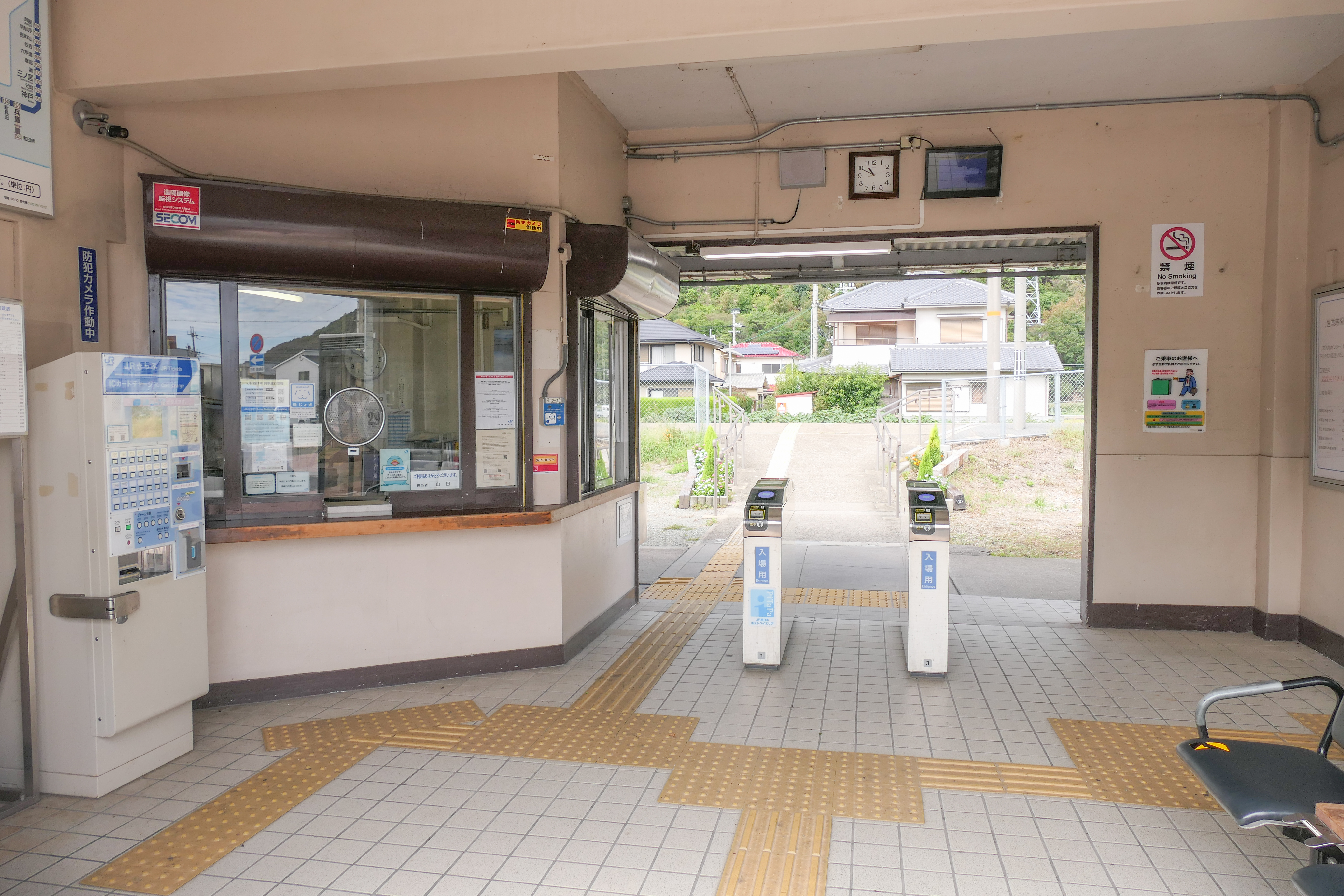
改札口（2022年9月）
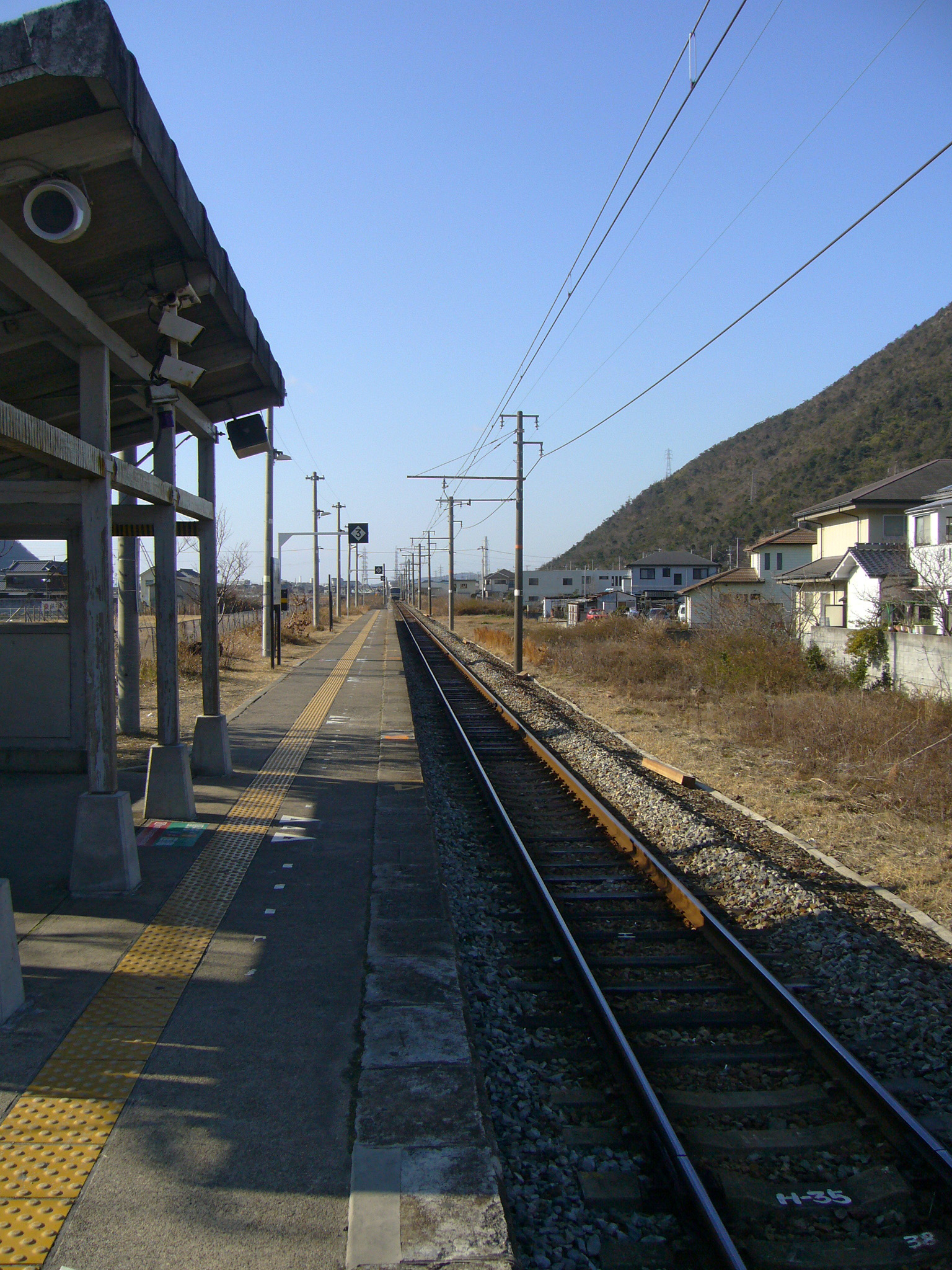
ホーム（2006年1月）

## 利用状況
「兵庫県統計書」によると、2023年（令和5年）度の1日平均乗車人員は、705人である。
近年の1日平均乗車人員の推移は以下の通り。
| 年度   | 1日平均 乗車人員 |
| ------ | ---------------- |
| 1995年 | 578              |
| 1996年 | 568              |
| 1997年 | 585              |
| 1998年 | 610              |
| 1999年 | 629              |
| 2000年 | 646              |
| 2001年 | 669              |
| 2002年 | 633              |
| 2003年 | 634              |
| 2004年 | 620              |
| 2005年 | 650              |
| 2006年 | 675              |
| 2007年 | 688              |
| 2008年 | 683              |
| 2009年 | 674              |
| 2010年 | 653              |
| 2011年 | 642              |
| 2012年 | 668              |
| 2013年 | 684              |
| 2014年 | 657              |
| 2015年 | 683              |
| 2016年 | 684              |
| 2017年 | 681              |
| 2018年 | 708              |
| 2019年 | 707              |
| 2020年 | 556              |
| 2021年 | 585              |
| 2022年 | 646              |
| 2023年 | 705              |

## 駅周辺

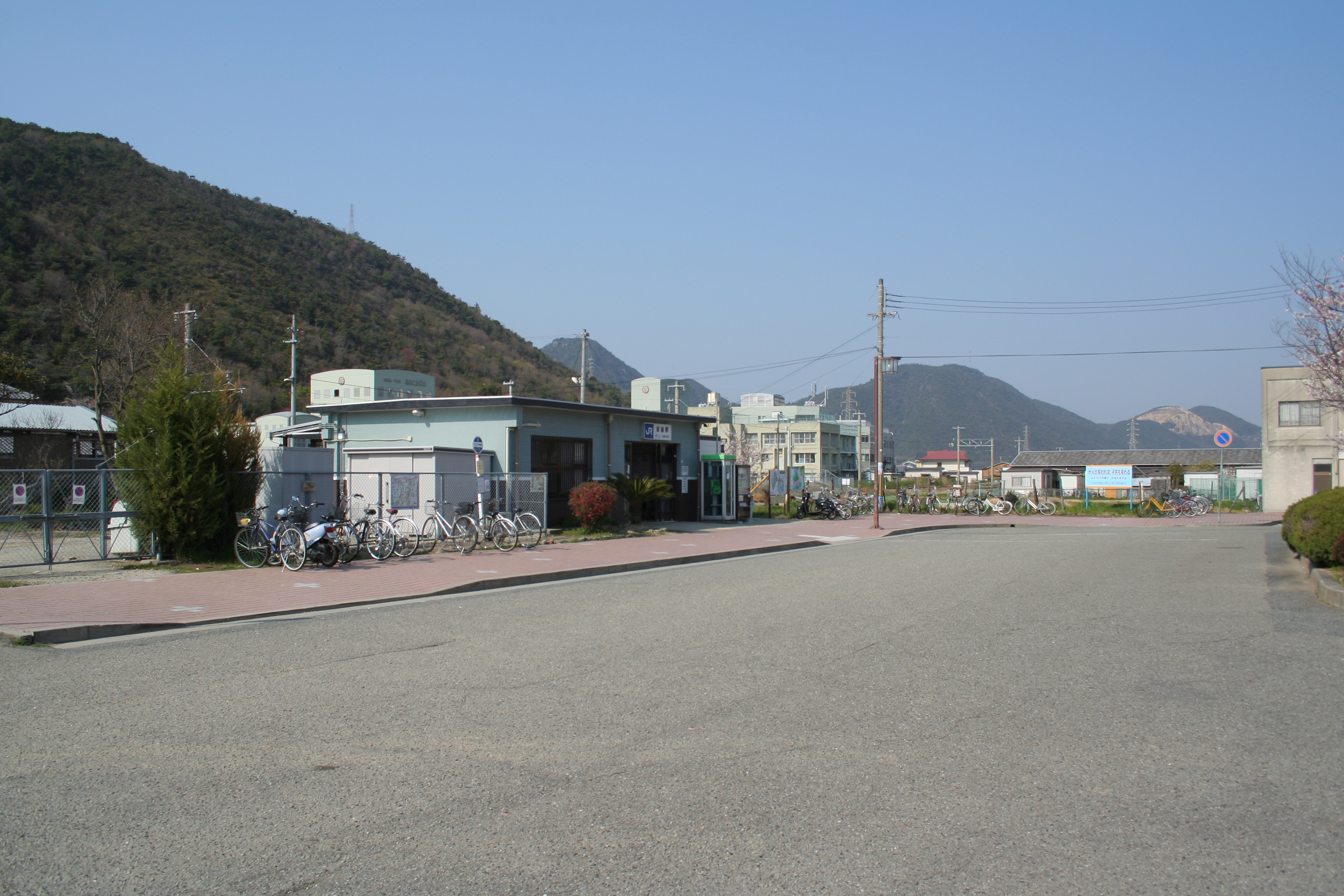
駅前ロータリー（2009年4月）

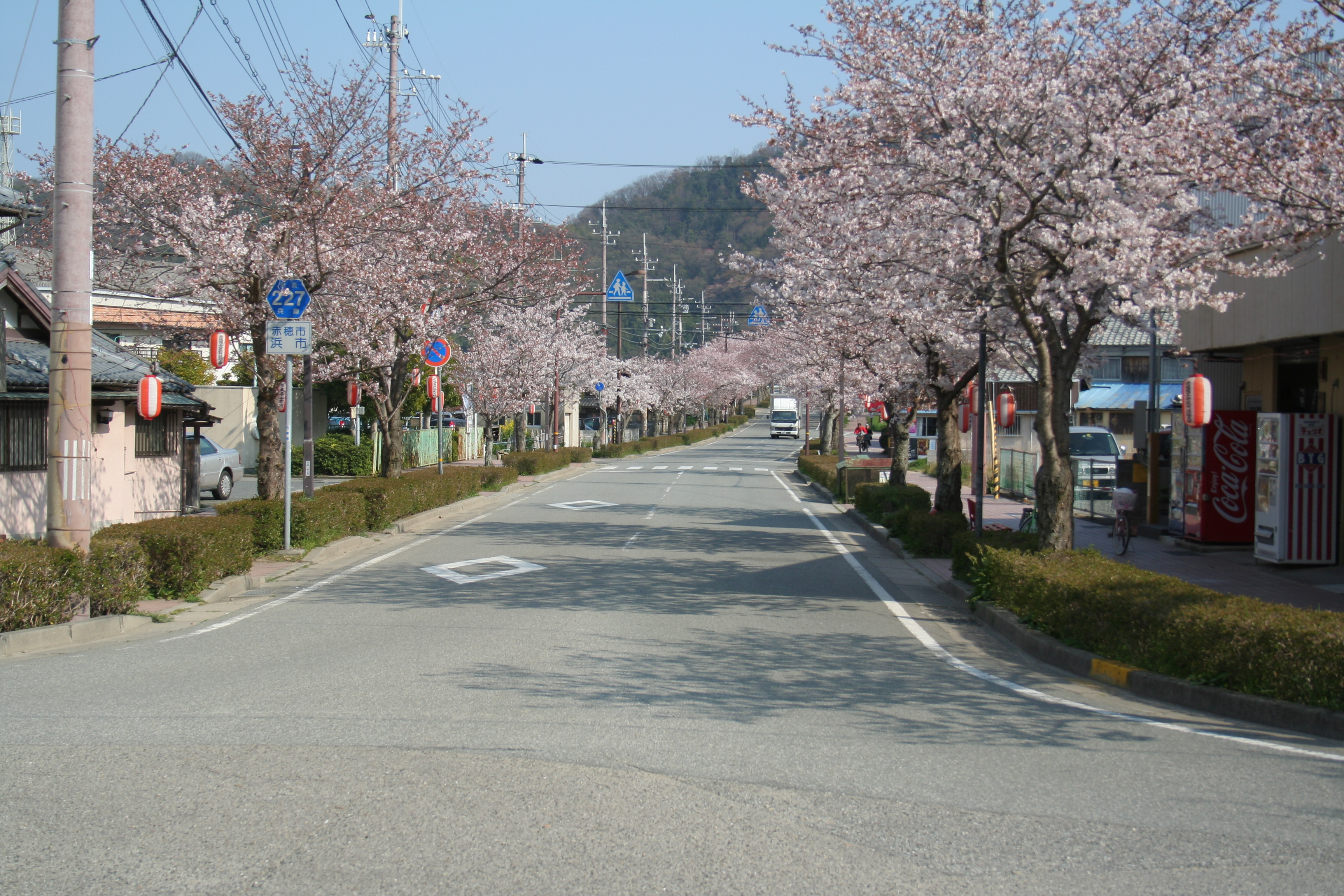
兵庫県道227号線（2009年）

駅前にロータリーがあり、周辺は住宅と農地が散在している。当駅と国道250号を結ぶアクセス道路は兵庫県道227号線が担っており、その県道沿いには桜並木がある。駅裏側には「駅北さくら通り」と言う道路が通っており、その道路沿いに精神科の病院がある。その道路を西へ進むと「砂子（）」と言う地区に至る。赤穂鉄道の運行があった当時は同地区に砂子駅（砂子停車場）があった。
- 赤穂市立坂越中学校
- 赤穂市立坂越小学校
- 赤穂市立坂越幼稚園
- 赤穂仁泉病院：西播磨に初めて設けられた精神科病院[9]
- 長楽寺
- 三宝荒神社
- 砂子荒神社
- 赤穂鉄道砂子停車場跡
- 赤穂警察署坂越駅前駐在所
- 兵庫西農業協同組合（JA兵庫西）坂越支店
- 国道250号
- 兵庫県道90号赤穂佐伯線
- 兵庫県道227号坂越停車場線
- 千種川：名水百選に選ばれた河川の1つ。

### バス路線
駅前ロータリー内に「坂越駅」停留所があり、ウイング神姫（旧・ウエスト神姫）の路線と「ゆらのすけ」（赤穂市）の高野ルートが発着する。なお、当駅を経由する「ゆらのすけ」は月・水・金しか運行されない。

## 隣の駅
西日本旅客鉄道（JR西日本）
 赤穂線（姫路方面は全列車  山陽本線直通）
■新快速・■普通（普通列車は明石駅からは快速）
西相生駅 - 坂越駅 - 播州赤穂駅